# 数字分发
数字分发（英語：digital distribution），又称在线分发，是指音频、视频、软件、电子游戏和書籍等媒体内容，无需借助实体介质，而通过互联网等在线方式进行分发。
数字分发通常由串流或下载的方式进行，绕开了纸张、CD、DVD等物理分发途径。数字发行的适用对象通常是独立产品，至于产品的可下载附加物通常被称为追加下载内容（DLC, Downloadable Content）。随着网络带宽的提升，数字分发在21世纪开始流行起来，Amazon Video和Netflix等知名流媒体平台于2007年推出。

## 另見
- 電子書
- 數位音樂下載
- 數位版權管理（DRM）